# NGC 2639
NGC 2639 é uma galáxia espiral (Sa) localizada na direcção da constelação de Ursa Major. Possui uma declinação de +50° 12' 22" e uma ascensão recta de 8 horas, 43 minutos e 37,8 segundos.
A galáxia NGC 2639 foi descoberta em 9 de Março de 1788 por William Herschel.